# 예솔이와 뮤직톡톡
예솔이와 뮤직톡톡은 대한민국의 방송국인 전주문화방송의 라디오 채널 전주MBC FM4U에서 오후 4시부터 오후 6시까지 방송하였던 라디오 방송이다. 프로그램명은 김예솔 아나운서의 이름에서 따왔으며, 방송중간중간에 "톡!톡!"이라는 의성어를 즐겨쓴다. 또한 방송 첫인사말로 "여러분의 XXX같은 DJ 예솔이입니다."라는 멘트를 쓴다.(XXX에는 솜사탕, 무지개, 눈사람, 가을바람 등등의 상큼한 단어들이 쓰인다.) 타 지역에서는 오후의 발견이 대신 송출되었으며, 2012년 가을 개편으로 김예솔 아나운서는 전주문화방송의 예솔이와 정오의 희망곡을 진행하게 되고 그 시간대에는 스윗소로우의 오후의 발견이 송출된다. 1주년 기념 공개방송이 예정되었으나 개편으로 취소되었다. 2012년 10월 21일 자로 1년만에 폐지되었다.

## 방송되는 코너

### 매일 코너
- 마음에 밑줄을 긋다.
- 톡톡음악 타임머신
- 오늘의 마지막 선곡 이벤트

### 요일 코너
- 월요일 : 톡톡수다방
- 화요일 : 톡톡릴레이선곡
- 수요일 : 톡톡퀴즈
- 목요일 : 음이탈 상담소
- 금요일 : 특별한 코너없이 임시코너를 진행하고 있다.
- 토요일 : 톡톡영화방

## 특이사항
- 문자참여 번호는 #0991이며 단문만 서비스 된다.
- 음이탈 상담소에서는 이충훈 아나운서와 함께 진행한다.

## 같이 보기
- 전주MBC FM4U

| 전주MBC FM4U               |                                   |                     |
| 이전                       | 예솔이와 뮤직톡톡                 | 다음                |
| 두시의 데이트 주영훈입니다 | 예솔이와 뮤직톡톡                 | 배철수의 음악캠프   |
| 오후 2시 ~ 오후 4시        | 월요일~토요일 오후 4시 ~ 오후 6시 | 오후 6시 ~ 오후 8시 |
|                            |                                   |                     |